# 劉庠 (明朝)
劉庠（？—？），字養吾，號思台，錦衣衛校籍湖廣承天府鍾祥縣人，明朝政治人物。

## 生平
嘉靖三十一年（1552年）壬子科湖廣鄉試第七十三名舉人。嘉靖三十八年（1559年）中式己未科會試第二百三十五名，三甲第八十九名進士。曾任直隸永平府知府。隆庆四年（1570年）七月升山东副使，萬曆元年（1573年）正月升左參政，總部京糧，帶順永保河四府，三年正月升四川按察使，五年正月升本省右布政使，六年八月进左布政，九年六月升應天府府尹，十年二月升右副都御史、巡撫貴州，十二年正月升南京兵部右侍郎。

## 家族
曾祖劉敬；祖父劉倫；父劉廣，母武氏。永感下。弟劉序。

## 延伸阅读
[在维基数据编辑]